# Nitranské knížectví
Nitranské knížectví, též Nitransko (slovensky Nitrianske kniežatstvo, maďarsky Nyitrai Fejedelemség), bylo původně slovanské knížectví nacházející se hlavně na území dnešního Slovenska. Sídelním městem knížat byla Nitra. Jde (po Sámově říši) o nejstarší historicky prokázaný státní útvar Slováků či předků Slováků (neboť v tomto období [tj. v 9. století] už lze hovořit o první fázi existence a vývoje slovenské národnosti).

## Historie

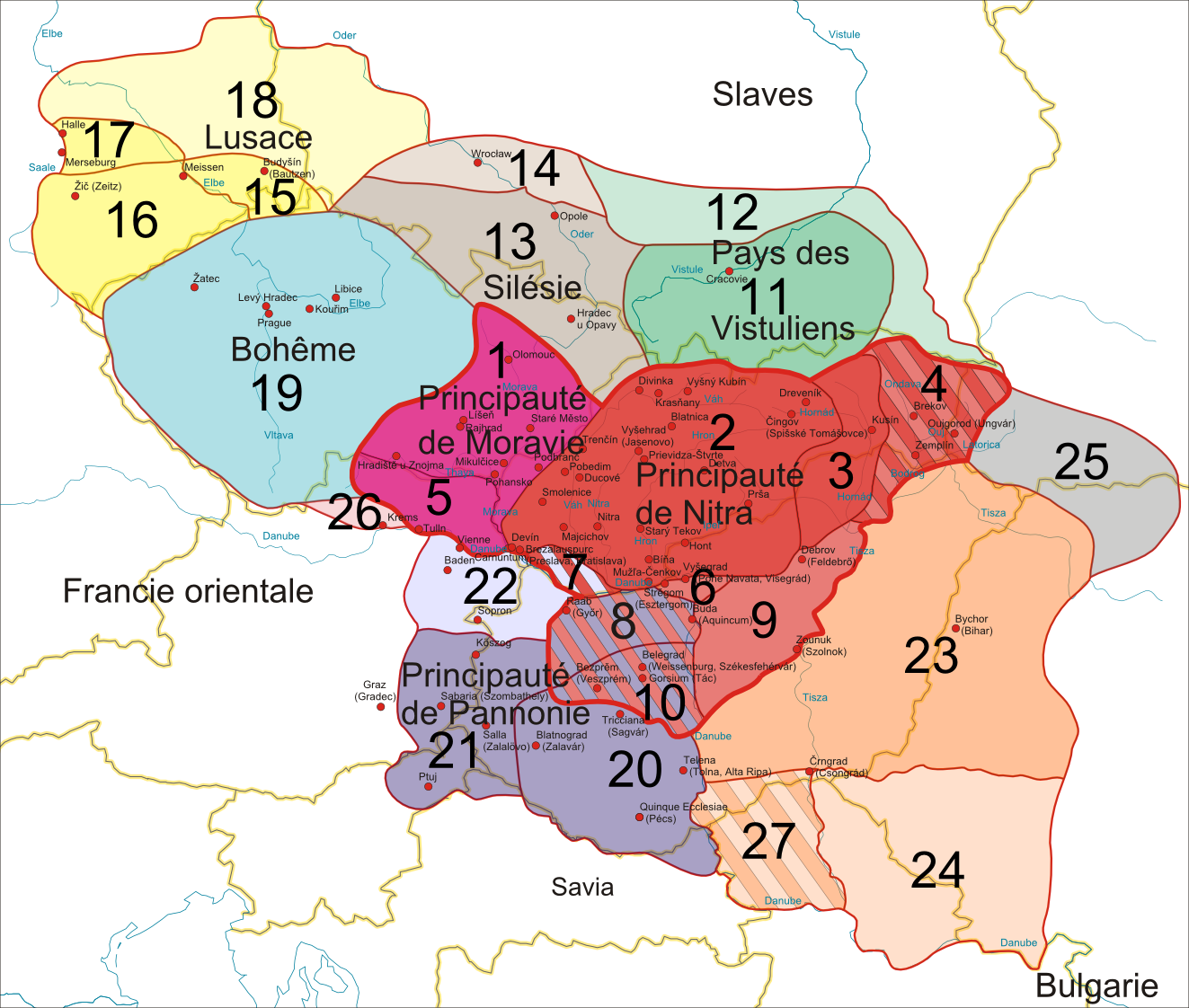
Nitranské knížectví (č. 2) na mapě Velkomoravské říše v době jejího největšího rozmachu

Podle tradičního výkladu vystupovalo Nitranské knížectví samostatně až do roku 833, kdy je kníže Mojmír I. připojil k moravskému státu a založil tím Velkomoravskou říši. Při tom údajně vyhnal Pribinu, který byl nitranským knížetem snad od roku 825. Nitransko se tak patrně stalo lenní součástí Velkomoravské říše. Objevil se i názor, že Pribina byl Mojmírův leník, a Nitransko tedy bylo součástí moravského státu již dříve. Podle jiných autorů však jde o nepodložený názor. Tuto myšlenku zcela vyvrací i ten fakt, že Nitra měla biskupa ze Salcburku, zatímco Morava z Pasova. Podle reálií té doby to dokazuje, že Nitra měla úplnou nezávislost. Až po zabrání Nitry moravským knížetem Mojmírem v roce 833 se tato situace změnila a do Nitry přicházeli sloužit kněží z pasovské diecéze.
Někdy v letech 850/867 až 870 byl knížetem nitranským pozdější velkomoravský kníže Svatopluk. Přibližně v letech 894 až 906/907 či 925 vládl v Nitře Svatoplukův syn Svatopluk II.
Po pádu Velkomoravské říše v roce 907 (925) se Nitransko dostalo pod vládu Maďarů. V průběhu 10. století se Nitranské knížectví zformovalo v rámci uherského státu, ke kterému náleželo jako údělné knížectví pro arpádovská knížata až do svého zániku v roce 1108/1110. Výjimkou byla jednak léta 1001–1030, kdy bylo součástí Polska, a poté v letech 1030–1044 bylo celé Nitranské knížectví nebo jeho část součástí Moravského knížectví. Když moravský kníže Břetislav dobyl území Uher po Ostřihom na jihu a po Hron na východě, snažil se pravděpodobně obnovit moravský stát v podobě z 9. století (důkazem toho může být i ražení mincí, na nichž je zobrazován s korunou východního typu). Břetislav tehdy ustanovil jako Nitranského údělníka jistého Zubura. Roku 1034 se stává Břetislav českým knížetem a moravské a české knížectví se tím stávají personální unií. Po roce 1044 se knížectví definitivně stává součástí Uher.
Některá z nitranských knížat v 10. a 11. století se následně stávala uherskými knížaty a později králi (Béla I. nebo Ladislav I.).

## Historický vývoj
Následuje výklad dějin Nitranského knížectví převážně tak, jak jej podává Ján Steinhübel.

### Před-velkomoravská doba
Není zcela jasné, kdy přesně Nitranské knížectví vzniklo, předpokládá se však, že se jakýsi státní útvar mohl vytvořit již v průběhu protiavarského povstání Slovanů (622–623), kdy podobná knížectví vznikala i v Korutansku a Panonii (Korutansko, Kraňsko, Savinja,…)  Následně se území západního Slovenska a Moravy dostalo do nadkmenového svazu Sámovy říše, která se však po Sámově smrti v roce 658 rozpadla. Avarský kaganát proto koncem 7. století znovu pronikl i za Dunaj a do dnešních rakouských zemí. Jako odpověď na jeho expanzi zřejmě moravští Slované vystavěli v pohraničí kaganátu několik pevností (Mikulčice, Pohansko) a rozvoji se těšilo i Nitransko. Samotná Nitra (a ani Morava) nebyla Avary ovládána přímo, velká avarská sídla totiž existovala v Komárně a na Devíne. Protože byli Avaři hlavně kočovníci, jejich moc také nesahala do pohoří.
Po rozpadu avarské moci se vytvořil i předpoklad pro vznik ucelenějších a samostatných slovanských států. Známé prameny o podunajských Slovanech zpravidla mluví jen jako o Slovanech. V roce 822 se zmiňují Moravané, kteří se zúčastnili říšského sněmu. Nitransko, které se nacházelo dále od Franské říše, nemělo se západem silné kontakty, a proto o Nitranech jako samostatně nazývaném kmeni z dobových listin zprávy nemáme. Po roce 833 rozlišování mezi Moravany a Nitrany nemělo smysl (podobný vývoj měli i Kraňci a Korutanci). Bavorský geograf z 9. století zmiňuje jakési dva rozdílné „moravské“ kmeny Marharii a Merehanos a jejich hrady, teorie o jejich významu se však liší.

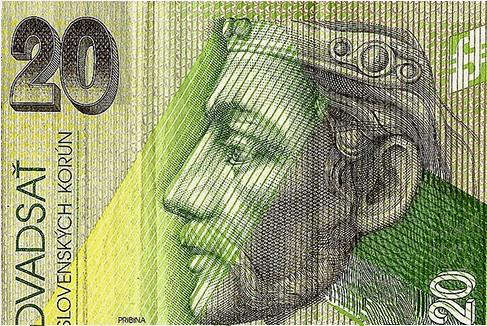
Kníže Pribina na staré slovenské 20korunové bankovce

První zmínky o Nitranském panství a knížeti Pribinovi jsou spojeny s christianizační činností. V roce 828 se pravděpodobně v důsledku bulharské expanze do Panonie vytvořily první oficiální kontakty mezi Nitrou a Franky. Nitru totiž navštívil salcburský arcibiskup Adalram a vysvětil zde první křesťanský chrám. Je pravděpodobné, že v Nitře už byla malá komunita křesťanů, protože křesťanství se šířilo po Evropě i individuálními cestami. Tento kostel měl sloužit zřejmě i Pribinově křesťanské manželce, která pocházela z bavorského rodu Wilhelmů a jejího doprovodu. Zasvěcený byl pravděpodobně bavorskému světci Emmeramovi, který byl blízký rodu Pribinovy manželky a později i Pribinovu synu Kocelovi.
„Jemu (Pribinovi) vysvětil kdysi arcibiskup Adalram za Dunajem kostel na jeho majetku na místě zvaném Nitrava.“ (Conversio)
Původně se odhadovalo, že Nitransko až do roku 833 bylo převážně pohanské, s nevelkým počtem křesťanů. Kníže Pribina sice nebyl vůči křtu odmítavý a později ho také přijal, zároveň si však uvědomoval, že přechod na novou víru může být problematický. Ještě před dobytím Nitry v roce 833 se mu narodil syn Kocel, kterého i nechal pokřtít. V roce 831 přijali křest sousední Moravani. 

### Doplnění ke křesťanství

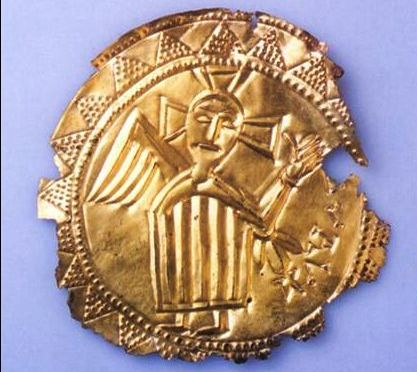
Jedna plaketa z hradiště Bojná (Nitranské Knížectví)

V minulosti se předpokládalo, že křesťanská komunita v Nitranském knížectví byla zřejmě jen malá. Archeologické nálezy ale naznačují opak – že komunita křesťanů byla již poměrně výrazná. V hradisku Bojná se našlo šest unikátních plaket s křesťanskými motivy (a obruba ze sedmé plakety), které byly datovány do let 780 až 820. Také zlaté kování pravděpodobně ze sakrální knihy, jeden celý zvon a části většího zvonu, také i množství křesťanských symbolů na různých předmětech, včetně postrojů koní i zbraní.
O moravsko-nitranské válce nevíme mnoho. Jisté však je, že Moravani využili situace ve Franské říši, ve které právě hořela občanská válka mezi Ludvíkem Pobožným a jeho syny. Frankové se proto nemohli zajímat o zahraniční dění na východě. Morava, která velmi pravděpodobně vznikla dříve, byla také stabilizovanější, což dokazuje i fakt, že Mojmír dokázal přijmout křest dříve než Pribina. V roce 833 proto Moravané v krátké útočné válce Nitransko rychle napadli a Pribinu vyhnali.  
„V rozmezí toho času jakýsi Pribina, vyhnaný Mojmírem, knížetem Moravanů přes Dunaj přišel k Ratbodovi…“ (Conversio)

### Nitra - Velkomoravská doba
O dějinném vývoji Velké Moravy v tomto období viz také: Velkomoravská říše.
Rokem 833 spojením Nitry a Moravy vzniká Velkomoravsá říše, také od téhož roku na Nitransku začala misijní činnost bavorských kněží z Pasova. Spolu s misijní činností se ale Velká Morava dostala i do mocenského područí Franků, resp. Bavorů. Tomu se Mojmír I. ke konci vlády snažil zabránit, jenže Ludvík Němec měl již svou moc, v srpnu roku 846 vytáhl s vojskem proti moravským Slovanům, kteří chtěli vyvolat povstání, a na místo moravského vládce dosadil Mojmírova synovce Rostislava. Nový kníže Rostislav vedl zpočátku s Franky mírovou politiku, postupně se ale situace také vyhrotila do několika střetů.
V Nitře během Rostislavovy vlády panoval Svatopluk I. Jeho postavení bylo poměrně silné, v dobových listinách se často vzpomíná jako vládce rovný s Rostislavem, resp. krátce po něm, což znamená, že nešlo jen o malé bezvýznamné knížectví či panství velkomoravského vazala, ale o významné mocenské centrum na Velké Moravě. Za Svatoplukovy vlády se rozvinulo i nitranské hradiště, které získalo nové částečně kamenné opevnění. Další hradištní sídla na území dnešního Slovenska byla například: Bratislava (Přeslava), Devín, Mužla, Molpír, Pobedim, Ducov, Bojná, Tekov, Čingov, Ostrá skála na Oravě a mnoho dalších. Hradiště byla významnými centry života a obchodu v zemi. Sídlili na nich hradští špáni (župani) a archypresbytéři (kněží), kteří spolu tvořili výkonnou moc. Jejich prodlouženou rukou byla hradská družina - vojáci, kteří se vázali na jednotlivá hradiště.

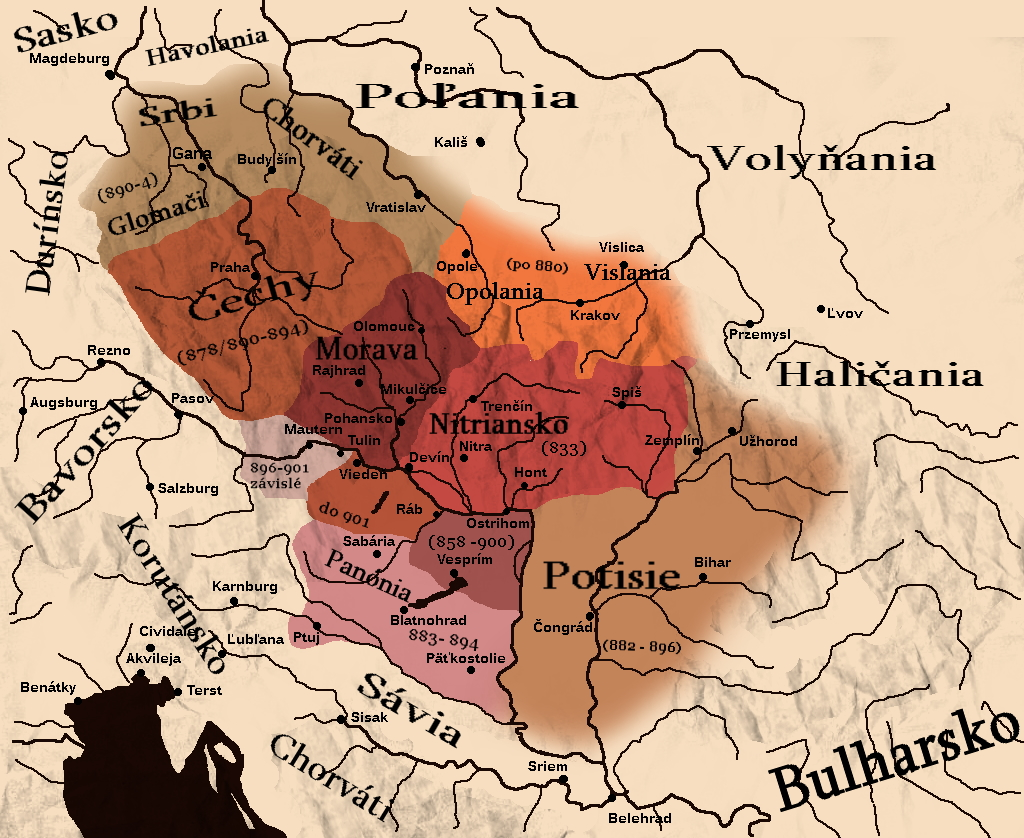
Nitransko v rámci Velkomoravské říše (zobrazen je asi největší mocenský rozmach) (Ottův historický atlas Slovensko)

Po Svatoplukově bouřlivém nástupu na trůn celé Velkomoravské říše, tato říše mocensky zesílila, držela si nezávislost a schopnost ubránit se proti Frankům. Také nadále se na území Moravy a Nitranska šířilo křesťanství a stavěly se kostely, tentokrát zejména díky misi sv. Cyrila a Metoděje, kteří na Velkou Moravu v roce 863 přišli a šířili křesťanství ve Slovanské liturgii. A Nitra se dokonce od roku 880 stala i sídlem biskupa (což značí, že tam musel být velký kulturně-spločenský rozmach). Prvním biskupem v Nitře se stal švábský benediktinský mnich Viching, který ale měl problém s arcibiskupem Metodějem i Slovanskou liturgií. Spolu se vznikem biskupství se pojí i vznik zoborského benediktinského kláštera svatého Hypolita. V tomto období se také postupně zkracuje původní název Nitrava na Nitra.
Za vlády Svatopluka v Nitře autonomně podřízený kníže nesídlil, jakýsi mocenský dualismus se znovu obnovil až po smrti Svatopluka, když se jeho panství rozdělilo mezi jeho syny. Svatopluk II. někdy v roce 898 proti svému bratrovi Mojmíru II. povstal, avšak i přes podporu z franské říše (markgrof Aribo) byl svým bratrem poražen a uvězněn. Následně byl Svatopluk sice Bavory osvobozen, ale do Nitranska se už nevrátil. Po roce 907 zprávy o Velké Moravě mizí a podobně je na tom i Nitransko. V 10. století však do Panonské kotliny začaly pronikat maďarské kmeny, které pronikly i na území Nitranska a pod jejichž nadvládu se někdy kolem roku 920 dostalo.

## Galerie

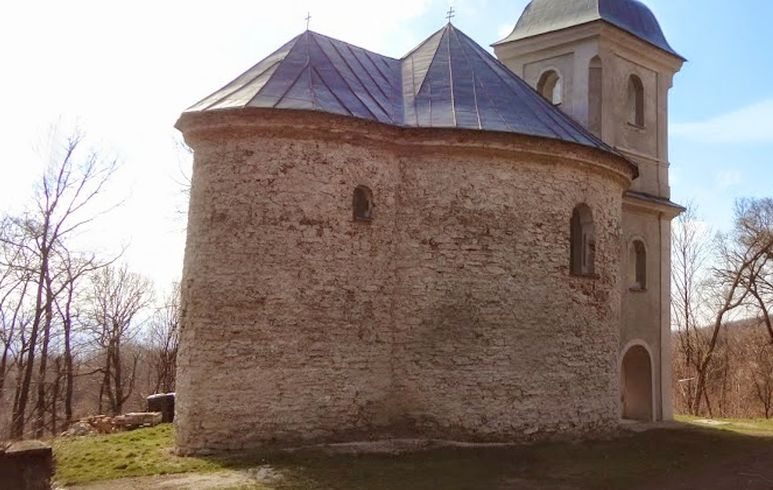
Kostel (rotunda) svatého Juraja, Nitrianská Blatnica, Slovensko, 9. století
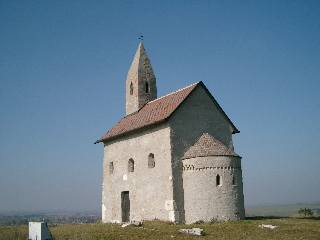
Kostel svatého Michala archanděla, Dražovce, Slovensko, z 11. století
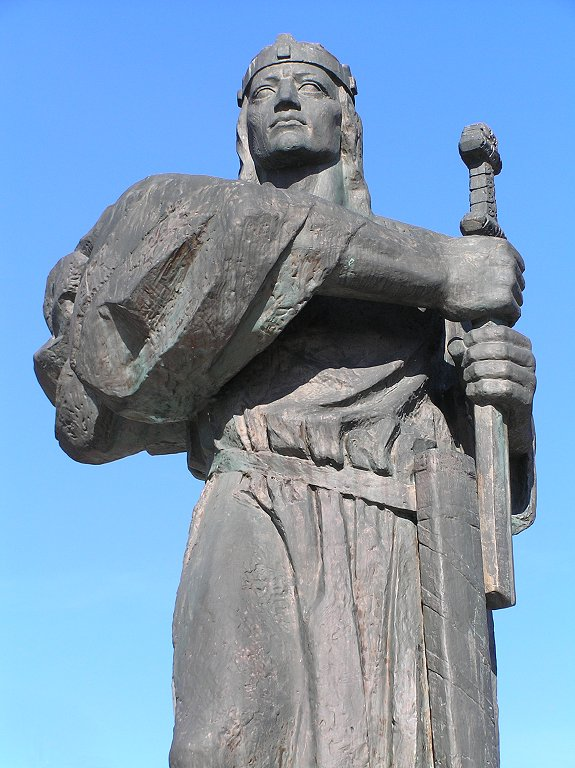
Pribina
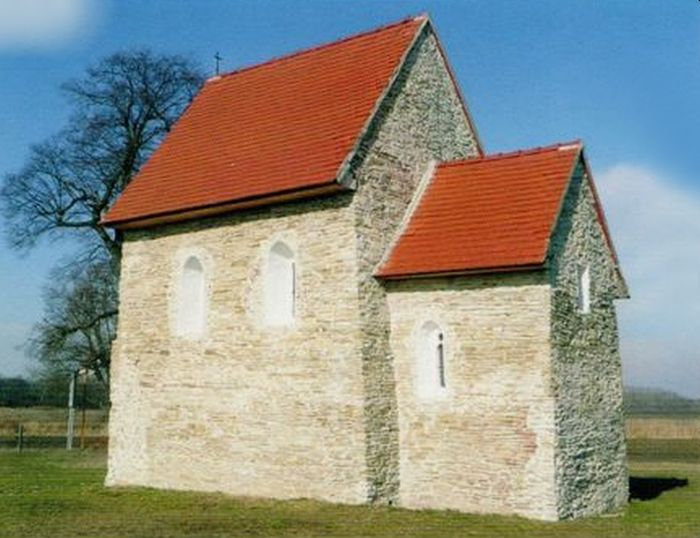
Kostel svaté Margity Antiochijské, Kopčany, Slovensko, asi z 9. století